# ウェイマウス
ウェイマウス（Weymouth）とは、ブルーベリーの品種の一つ。北部ハイブッシュ系に分類され、ジューンとキャボットを交配親とする。名前はニュージャージー州にある地名ウェイマスに由来する。

## 概要
1928年交配が行われ、1936年に発表された。収穫が極めて早いことで知られる。交配親であるジューンとキャボットも、当時最も早生な品種であった。古い品種ではあるが、長年に渡り最も収穫の早い品種としての地位をキープし続けてきた。
一方で、完熟後果実の品質が急激に低下するなど、保存における脆弱性が顕著であり、営利的な評価は芳しくない。追熟することもないため、完熟した次点で迅速に収穫するのが望ましいが、市場出荷する場合、輸送にかかる時間などを考慮して、完熟する少し前に早摘みすることが多い。
果実は酸味が少なく、甘味を多く含有する。だが前述の通り劣化のスピードが速く、過熟して粉質化し、粉っぽい味になってしまう。多くのブルーベリー解説書は、家庭栽培に向いており、営利目的には適さないと指摘している。一方で、収穫の時期を適切に設定すれば、豊産であることや、収穫の早さなどから市場出荷でも充分通用するという意見もある。
他の北部ハイブッシュ系のブルーベリー同様、栽培には寒冷地が適している。葉は成長初期は細長く、成熟するにつれて幅が広くなって行く。